# Frédéric de Grafeneck
Friedrich von Grafeneck est le 51e évêque d'Augsbourg de 1413 à 1414.

## Biographie
Le 5 juillet 1412, le roi de Hongrie Sigismond de Luxembourg lui confie, ainsi qu'à d'autres, la responsabilité des affaires impériales en Lombardie.
Au plus tard en 1413, Frédéric de Grafeneck est abbé du monastère bénédictin de Szekszárd, dans le diocèse de Pécs, en Hongrie.
Après la mort d'Eberhard de Kirchberg en août 1413, il est nommé par le roi Sigismond nouvel évêque d'Augsbourg, contre l'élection du chapitre de la cathédrale qui avait élu l'économe de la cathédrale Anselme de Nenningen. Ce dernier, en raison de controverses, n'est pas soutenu par la ville libre d'Empire. Le 24 septembre 1413, l'antipape Jean XXIII l'adoube dans cette charge. Début juin 1414, le comte Frischhans von Bodman, le comte Eberhard von Nellenburg et Frédéric de Grafeneck viennent à Constance en tant qu'ambassadeurs du roi pour réserver des logements pour le roi, la reine et la cour royale. Sa consécration comme évêque d'Augsbourg a lieu le 12 août 1414.
L'antipape Jean XXIII le transfère au diocèse de Brandebourg (de), siège vacant, le 24 septembre 1414. Frédéric de Grafeneck n'accepte pas la nouvelle mission et reste à Augsbourg. Malgré la nomination d'Anselme de Nenningen comme nouvel évêque d'Augsbourg le 17 septembre 1414, il reste actif comme évêque à Augsbourg jusqu'au 3 octobre 1418. Grâce à l'intervention du roi Sigismond, il ne quitte Augsbourg que le 16 octobre 1418. Il retourne à l'abbaye hongroise.
Le 29 mars 1420, il est de nouveau transféré au diocèse de Brandebourg. Le même jour, l'évêque Jean de Waldow (de) est transféré au diocèse de Lebus (de). Une fois de plus, Frédéric de Grafeneck n'accepte pas la commission. En 1421, il est appelé évêque de Pécs, mais n'est pas légalement installé.